# Kameliadamen (film fra 1921)
 For alternative betydninger, se Kameliadamen (flertydig). (Se også artikler, som begynder med Kameliadamen)
Kameliadamen er en amerikansk stumfilm fra 1921 af Ray C. Smallwood.

## Medvirkende
- Rudolph Valentino som Armand Duval
- Alla Nazimova som Marguerite Gautier
- Rex Cherryman som Gaston Rieux
- Arthur Hoyt som de Varville
- Zeffie Tilbury som Prudence
- Patsy Ruth Miller som Nichette
- Elinor Oliver som Nanine
- William Orlamond som Monsieur Duval
- Consuelo Flowerton som Olympe
- Edward Connelly